# Гельминтология
Гельминтология — наука о паразитических червях и заболеваниях, вызываемых ими у человека и животных, — гельминтозах. Являясь частью комплекса паразитологических наук, гельминтология тесно связана одновременно со многими другими биологическими науками (прежде всего с зоологией), медициной, ветеринарией и фитопатологией. Гельминтология решает различные проблемы как теоретические, так и прикладного характера.
Гельминты вызывают заболевания — гельминтозы, методы борьбы с которыми и призвана разрабатывать гельминтология.

## Развитие гельминтологии
Гельминтологию невозможно представить себе без участия в ней академика Константина Ивановича Скрябина.

## Гельминтологи АН СССР
- Контримавичус, Витаутас Леонович
- Рыжиков, Константин Минаевич
- Скрябин, Константин Иванович